# La duchessa di Padova
La duchessa di Padova (titolo originale The Duchess of Padua) è una tragedia di Oscar Wilde scritta nel 1883 e rappresentata per la prima volta il 26 gennaio 1891 al Broadway Theatre di New York.

## Trama
(Commento del Duca a proposito dei dimostranti. La duchessa di Padova)
In tale opera si narra la storia di Guido Ferranti, figlio del precedente duca, ucciso da un personaggio misterioso e della sua ricerca ossessiva della vendetta, scoprendo in seguito che l'assassino era proprio il nuovo duca, la moglie di costui, la duchessa, innamorata di Guido arriva a compiere ciò che il suo amato non era riuscito a fare.

## Pensiero dell'autore
Lo stesso Wilde definì tale opera il capolavoro della sua giovinezza: Wilde in una lettera a Mary Anderson presentava la passione in senso negativo, una sorta di entità che possedeva i corpi e spingeva le persone a commettere atti criminali, ma quando essa si spegneva la persona vittima di tale artefizio poteva chiederne perdono, ottenendolo. Per la prima rappresentazione, del 26 gennaio 1891, con Mary Anderson,  Wilde incassò 5.000 dollari che egli stesso definì un compenso inadatto, da fame.